# Herz-Jesu-Kathedrale (Guangzhou)

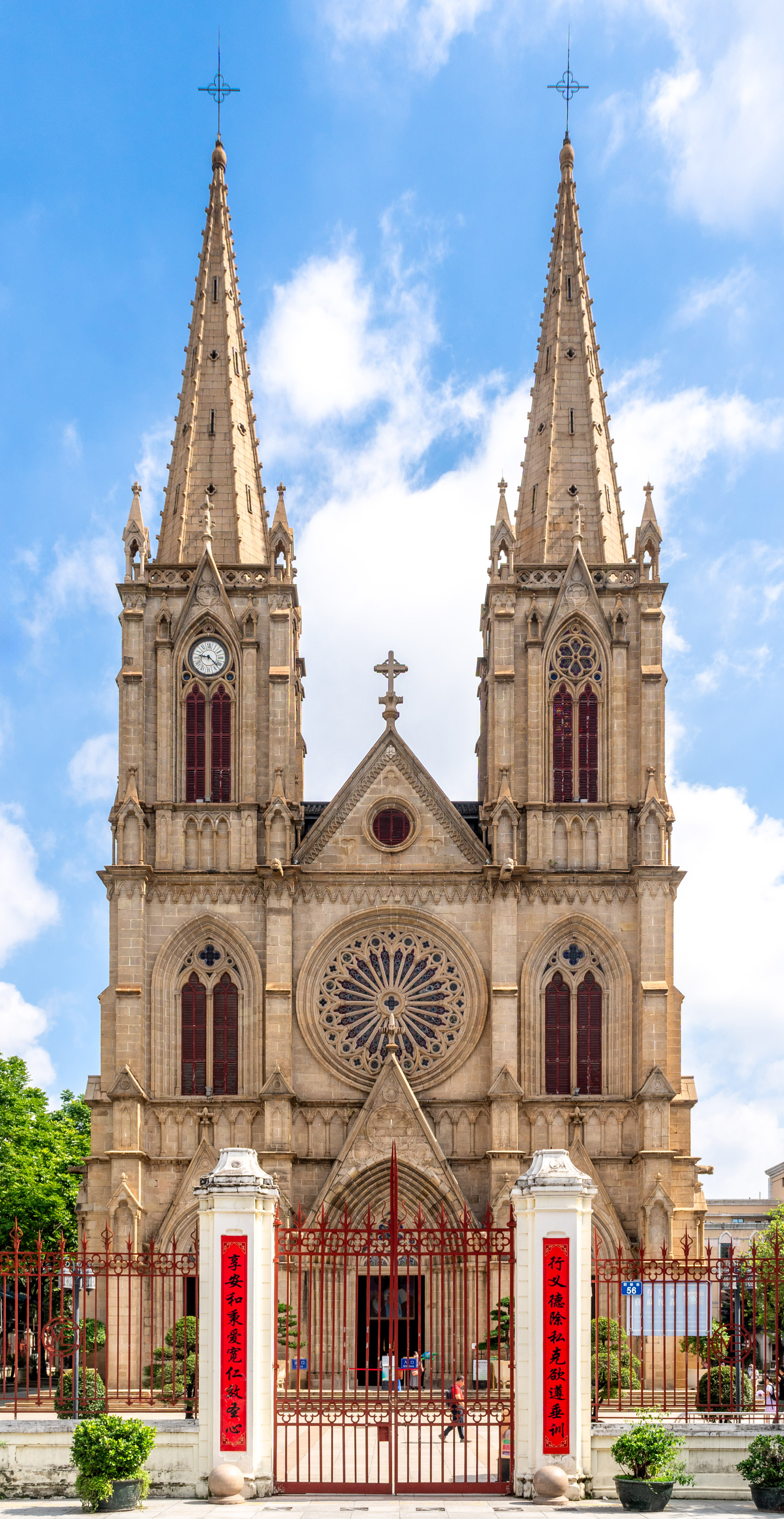
Herz-Jesu-Kathedrale in Guangzhou

Die Herz-Jesu-Kathedrale in Guangzhou (chinesisch 廣州石室聖心大教堂 / 广州石室圣心大教堂, Pinyin Guǎngzhōu shíshì shèngxīn dà jiàotáng, Jyutping gwong2 zau1 sek6 sat1 sing3 sam1 daai6 gaau3 tong2, französisch cathédrale du Sacré-Cœur-de-Jésus) ist eine in den Jahren 1863–1888 erbaute römisch-katholische Kirche in Guangzhou (Kanton) in der südchinesischen Provinz Guangdong. Sie befindet sich im Stadtbezirk Yuexiu in der Straße Yide Lu am Nordufer des Perlflusses in der Altstadt. Sie wurde im Auftrag der Pariser Mission für französische Missionäre erbaut.
Die neogotische Kirche ist die Kathedrale des Erzbistums Guangzhou. Die Messen finden auf Kantonesisch, Koreanisch, Hochchinesisch und Englisch statt.
Sie steht seit 1996 auf der Liste der Denkmäler der Volksrepublik China (4-215). Die Kirche wurde zuletzt im Jahr 2006 wiederbelebt, bzw. restauriert. Zuvor war sie hinter einem Zaun kaum einsehbar.